# Danh sách nhà văn Nhật Bản

## Nhận xét sơ bộ
Chỉ có các nhà văn và nhà thơ Nhật Bản được đưa vào danh sách sau đây mà thôi. Thuật ngữ nhà văn, giống như thuật ngữ văn học, được hiểu theo nghĩa rộng. Tất cả các tác giả gốc Nhật hoặc chủ yếu là viết các văn bản trữ tình hoặc hư cấu bằng tiếng Nhật đều được hiểu là nhà văn. Hoặc là bất kỳ văn bản nào có thể được xếp vào một trong ba thể loại văn học cổ điển: sử thi, thơ ca hoặc kịch nghệ (điều này cũng nên bao gồm các vở kịch nói chung). Các văn bản thuộc thể loại văn bản chức năng (bao gồm cả sách phi hư cấu và chuyên luận khoa học) đều không được phân loại. Ví dụ, tiểu thuyết lịch sử là một tiêu chí để phân loại, trong khi sách phi hư cấu về lịch sử Nhật Bản thì lại không. Không có sự phân biệt giữa văn học tầm thường và văn học kinh điển cao (hoặc ở Nhật Bản là giữa văn học đại chúng hoặc văn học giải trí và văn học thuần túy).

## Các thời đại lịch sử văn học
1. Thời cổ xưa (ca. 600–794)
2. Thời cổ điển, thời kỳ Heian (794–1185)
3. Thời Trung Cổ (1185–1600)
4. Thời kỳ Edo (1600–1868)
5. Thời kỳ hiện đại (1868–1945)
6. Văn học đương đại (1945 – ngày nay)

## A
- Abe Akira (1934–1989)
- Abe Kazushige (* 1968)
- Abe Kōbō (1924–1993)
- Abe no Nakamaro (701–770)
- Abe Tomoji (1903–1973)
- Abutsu-ni (1222?–1283)
- Aeba Kōson (1855–1922)
- Agawa Hiroyuki (1920–2015)
- Ai Keiko (* 1932)
- Aida Mitsuo (1924–1991)
- Aida Tsunao (1914–1990)
- Akagawa Jirō (* 1948)
- Akahori Satoru (* 1965)
- Akasaka Mari (* 1964)
- Akasegawa Genpei (1937–2014)
- Akashi Kaijin (1901–1939)
- Akazome Akiko (1974–2017)
- Akazome Emon (khoảng 956 – 1041)
- Akera Kankō (1740–1800)
- Aki Fuyuhiko (* 1958)
- Akutagawa Ryūnosuke (1892–1927)
- Amazawa Taijirō (1936–2023)
- Andō Mikio (1930–1990)
- Anzai Fuyue (1898–1965)
- Aono Sō (* 1943)
- Aoyama Nanae (* 1983)
- Arai Hakuseki (1657–1725)
- Arakida Moritake (1473–1549)
- Aramata Hiroshi (* 1947)
- Arikawa, Hiro (* 1972)
- Arishima Ikuma (1882–1974)
- Arishima Takeo (1878–1923)
- Ariwara no Narihira (825–880)
- Ariyoshi Sawako (1931–1984)
- Asabuki Mariko (* 1984)
- Asada Jirō (* 1951)
- Asai Ryōi (1612–1691)
- Atōda Takashi (* 1935)
- Ayukawa Nobuo (1920–1986)

## B
- Baba Akiko (* 1928)
- Betsuyaku Minoru (1937–2020)

## C
- Chaki Shigeru (1910–1998)
- Chikamatsu Monzaemon (1653–1725)
- Chikamatsu Shūkō (1876–1944)
- Chino Masako (1880–1946)

## D
- Daidō Tamaki (* 1966)
- Daira Miwako (* 1966)
- Dan Kazuo (1912–1976)
- Dan Oniroku (1931–2011)
- Dazai Osamu (1909–1948)
- Doi Bansui (1871–1952)

## E
- Ei Rokusuke (* 1933)
- Edogawa Rampo (1894–1965)
- Ejima Kiseki (1666–1735)
- Ekuni Kaori (* 1964)
- Ema Shōko (1913–2005)
- Enchi Fumiko (1905–1986)
- Endō Shūsaku (1923–1996)
- Etō Jun (1932–1999)

## F
- Fujieda Shizuo (1907–1993)
- Fujimori Asuka (* 1978)
- Fujimori Seikichi (1892–1977)
- Fujino Chiya (* 1962)
- Fujisawa Shū (* 1959)
- Fujisawa Shūhei (1927–1997)
- Fujitani Ayako (* 1979)
- Fujiwara no Ietaka (1158–1237)
- Fujiwara no Kanesuke (877–933)
- Fujiwara no Kintō (966–1041)
- Fujiwara no Kiyosuke (1104–1177)
- Fujiwara no Masatsune (1170–1221)
- Fujiwara no Michitsuna no Haha (khoảng 936 – 995)
- Fujiwara no Mototoshi (1060–1142)
- Fujiwara no Okikaze (10. Jh.)
- Fujiwara no Shunzei (1114–1204)
- Fujiwara no Tameie (1198–1275)
- Fujiwara no Teika (1162–1241)
- Fujiwara no Umakai (694–737)
- Fujiwara no Yoshitsune (1169–1206)
- Fukazawa Shichirō (1914–1987)
- Fukuchi Gen’ichirō (1841–1906)
- Fukada Kyūya (1903–1971)
- Fukuda Tsuneari (1912–1994)
- Fukunaga Takehiko (1918–1979)
- Funabashi Seiichi (1904–1976)
- Funazaki Yoshihiko (* 1945)
- Funazaki Yasuko (* 1944)
- Fun’ya no Yasuhide (?–885?)
- Furui Yoshikichi (1937–2020)
- Furusawa Taiho (1913–2000)
- Furuyama Komao (1920–2002)
- Futabatei Shimei (1864–1909)

## G
- Gen Getsu (* 1965)
- Gen’yū Sōkyū (* 1956)
- Gidō Shūshin (1325–1388)
- Gō Shizuko (1929–2014)
- Gomi Kōsuke (1921–1980)
- Gomikawa Jumpei (1916–1995)
- Gotō Meisei (1932–1999)
- Go-Toba (1180–1239)
- Gusai (1284–1378)

## H
- Hagiwara Hiromichi (1815–1863)
- Hagiwara Sakutarō (1886–1942)
- Hama Mitsuo (1933–2011)
- Hamada Hirosuke (1893–1973)
- Hama Takaya (* 1935)
- Hanada Kiyoteru (1909–1974)
- Hanamura Mangetsu (* 1955)
- Handa Yoshiyuki (1911–1970)
- Haniya Yutaka (1910–1997)
- Hanmura Ryō (* 1933)
- Hara Tamiki (1905–1951)
- Hase Ken (1904–1957)
- Hase Seishū (* 1965)
- Hasegawa Ryūsei (1928–2019)
- Hasegawa Setsuo (* 1944)
- Hasegawa Shūhei (* 1955)
- Hashida Sugako (1925–2021)
- Hashimoto Takako (1899–1963)
- Hatachi Yoshiko
- Hattori Dohō (1657–1730)
- Hattori Nankaku (1683–1759)
- Hayama Yoshiki (1894–1945)
- Hayami Yūji (* 1961)
- Hayashi Fubō (1900–1935)
- Hayashi Fumiko (1903–1951)
- Hayashi Fusao (1903–1975)
- Hayashi Kyōko (* 1930)
- Hearn Lafcadio (1850–1904)
- Henjō (816–890)
- Hibino Shirō (1903–1975)
- Hieda no Are (thế kỷ thứ 7 - 8)
- Higashino Keigo (* 1958)
- Higuchi Ichiyō (1872–1896)
- Hikari Agata (1943–1992)
- Himuro Saeko (1957–2008)
- Hinatsu Kōnosuke (1890–1971)
- Hino Ashihei (1907–1960)
- Hino Keizō (1929–2002)
- Hino Sōjō (1901–1956)
- Hirabayashi Taiko (1905–1972)
- Hiraga Gennai (1728–1780)
- Hiraide Shū (1878–1914)
- Hiraide Takashi (* 1950)
- Hiraiwa Yumie (* 1932)
- Hirano Keiichirō (* 1975)
- Hirano Ken (1907–1978)
- Hiratsuka Raichō (1886–1971)
- Hirose Tansō (1782–1856)
- Hirotsu Kazuo (1891–1968)
- Hirotsu Ryūrō (1861–1928)
- Hisama Jūgi (* 1953)
- Hisao Jūran (1902–1957)
- Hōjō Hideji (1902–1962)
- Hōjō Tamio (1914–1937)
- Honda Katsuichi (* 1932?)
- Hori Tatsuo (1904–1953)
- Horie Toshiyuki (* 1964)
- Horiguchi Daigaku (1892–1981)
- Horiuchi Sumiko (* 1929)
- Hosaka Kazushi (* 1956)
- Hōseidō Kisanji (1735–1813)
- Hoshi Shin’ichi (1926–1997)
- Hoshino Tomoyuki (* 1965)
- Hoshino Tatsuko (1903–1984)
- Hosokawa Fujitaka (1534–1610)
- Hotta Yoshie (1918–1998)
- Hozumi Shigetō (1883–1951)

## I
- I Yanji (1955–1992)
- Ibaragi Noriko (1926–2006)
- Ibuse Masuji (1898–1993)
- Ichikawa Kansai (1749–1820)
- Ido Reizan (1859–1935)
- Ieda Shōko (* 1958)
- Ihara Saikaku (1642–1693)
- Ii Naoyuki (* 1953)
- Iida Dakotsu (1885–1962)
- Iida Momo (1926–2011)
- Iio Sōgi (1421–1502)
- Ijūin Shizuka (* 1950)
- Ikeda Daisaku (* 1928)
- Ikegami Kaneo (1923–2007)
- Ikenami Shōtarō (1923–1990)
- Ikezawa Natsuki (* 1945)
- Ikuta Chōkō (1882–1936)
- Imagawa Sadayo (1326–1420)
- Imoto Yōko (* 1944)
- Inagaki Taruho (1900–1977)
- Inokichi Kubo (1874–1939)
- Inoue Hisashi (1934–2010)
- Inoue Kenkabō (1870–1934)
- Inoue Mitsuharu (1926–1992)
- Inoue Yasushi (1907–1991)
- Inui Tomiko (1924–2002)
- Irisawa Yasuo (1931–2018)
- Irokawa Takehiro (1929–1989)
- Isawa Taka (1933–1997)
- Ise (Dichterin) (875–938)
- Ise no Tayū (khoảng 1000)
- Ishida Hakyō (1913–1969)
- Ishida Ira (* 1960)
- Ishibashi Ningetsu (1865–1926)
- Ishigaki Rin (1920–2004)
- Ishihara Shintarō (1932–2022)
- Ishikawa Jun (1899–1987)
- Ishikawa Takuboku (1886–1912)
- Ishikawa Tatsuzō (1905–1985)
- Ishikawa Toshimitsu (1914–2001)
- Ishimure Michiko (1927–2018)
- Ishizaka Yōjirō (1900–1986)
- Ishizuka Kikuzō (1904–1987)
- Ishizuka Tomoji (1906–1986)
- Isozaki Kenichirō (* 1965)
- Itō Einosuke (1903–1959)
- Itō Hiromi (* 1955)
- Itō Keiichi (1917–2016)
- Itō Sachio (1864–1913)
- Itō Sakio (1910–1971)
- Itō Sei (1905–1969)
- Itō Shizuo (1906–1953)
- Itō Takami (* 1971)
- Itoyama Akiko (* 1966)
- Iwahashi Kunie (1934–2014)
- Iwamoto Toshio (* 1927)
- Iwano Hōmei (1873–1920)
- Iwasaki Kyōko (* 1922)
- Itsuki Hiroyuki (* 1932)
- Izumi Kyōka (1873–1939)
- Izumi Shikibu (976?–1030?)

## J
- Jakuren (1139–1202)
- Jien (1155–1225)
- Jippensha Ikku (1765–1831)
- Jinzai Kiyoshi (1903–1957)

## K
- Kada no Azumamaro (1669–1736)
- Kadono Eiko (* 1935)
- Kaga no Chiyojo (1703–1775)
- Kaga Otohiko (1929–2023)
- Kagami Shikō (1665–1731)
- Kagawa Kageki (1768–1843)
- Kaikō Takeshi (1930–1989)
- Kaionji Chōgorō (1901–1977)
- Kajii Motojirō (1901–1932)
- Kakinomoto no Hitomaro (khoảng 660 – khoảng 720)
- Kakuta Mitsuyo (* 1967)
- Kaizu Katsuichiro (* 1936)
- Kajiwara Ikki (1936–1987)
- Kambara Ariake (1876–1952)
- Kambayashi Akatsuki (1902–1980)
- Kamei Katsuichirō (1907–1966)
- Kamo no Chōmei (1153/55–1216)
- Kamo no Mabuchi (1697–1769)
- Kamura Isota (1897–1933)
- Kanagaki Robun (1829–1894)
- Kanai Mieko (* 1947)
- Kan Chazan (1748–1828)
- Kanehara Hitomi (* 1983)
- Kaneko Mitsuharu (1895–1975)
- Kaneko Misuzu (1903–1930)
- Kaneko Tōta (1919–2018)
- Kaneko Yōbun (1893–1985)
- Kaneshiro Kazuki (* 1968)
- Kara Jūrō (* 1940)
- Karai Senryū (1718–1790)
- Kasa no Iratsume (Nara-Zeit)
- Kasai Zenzō (1887–1928)
- Kataoka Teppei (1894–1944)
- Katayama Hiroko (1878–1957)
- Katayama Kyōichi (* 1959)
- Katō Chikage (1735–1808)
- Katō Kyōtai (1732–1792)
- Katō Michio (1918–1953)
- Katō Shūson (1905–1993)
- Katō Taichi (* 1934)
- Katō Yukiko (* 1936)
- Kawabata Yasunari (1899–1972)
- Kawada Jun (1882–1966)
- Kawaguchi Matsutarō (1899–1985)
- Kawahigashi Hekigotō (1873–1937)
- Kawaji Ryūkō (1888–1959)
- Kawakami Hiromi (* 1958)
- Kawakami Kikuko (1904–1985)
- Kawakami Kiyoshi (1873–1949)
- Kawakami Mieko (* 1976)
- Kawakami Santarō (1891–1968)
- Kawasaki Chōtarō (1901–1985)
- Kawatake Mokuami (1816–1893)
- Keichū (1640–1701)
- Kenreimon’in Ukyō no Daibu (khoảng 1157 – khoảng 1233)
- Ki no Haseo (845–912)
- Ki no Kaion (1663–1742)
- Ki no Tomonori (850–904)
- Ki no Tsurayuki (872–945)
- Kikuchi Hideyuki (* 1949)
- Kikuchi Kan (1888–1948)
- Kikumura Itaru (1925–1999)
- Kikuta Kazuo (1908–1973)
- Kikuta Mariko (* 1970)
- Kimu Tarusu (1919–1997)
- Kin Kakuei (1938–1985)
- Kin Sekihan (* 1925)
- Kinoshita Chōshōshi (1569–1649)
- Kinoshita Junji (1914–2006)
- Kinoshita Mokutarō (1885–1945)
- Kinoshita Naoe (1869–1937)
- Kinoshita Rigen (1886–1925)
- Kirino Natsuo (* 1951)
- Kisaragi Koharu (1956–2000)
- Kishida Eriko (1929–2011)
- Kishida Kunio (1890–1954)
- Kita Morio (1927–2011)
- Kitabatake Chikafusa (1293–1354)
- Kitagawa Fuyuhiko (1900–1990)
- Kitahara Hakushū (1885–1942)
- Kitamura Kigin (1624–1705)
- Kitamura Sō (* 1952)
- Kitamura Tōkoku (1868–1894)
- Kitazono Katsue (1902–1978)
- Kiyama Shōhei (1904–1968)
- Kiyohara no Fukayabu (thế kỷ thứ 9/10)
- Kiyohara no Motosuke (908–990)
- Kiyooka Takayuki (1922–2006)
- Kizaki Satoko (* 1939)
- Kobayashi Hideo (1902–1983)
- Kobayashi Issa (1763–1828)
- Kobayashi Takiji (1903–1933)
- Kōda Aya (1904–1990)
- Kōda Rohan (1867–1947)
- Kogure Masao (1939–2007)
- Koikawa Harumachi (1744–1789)
- Koizumi Chikashi (1886–1927)
- Koizumi Hidemasa (* 1948)
- Kojima Masajirō (1894–1994)
- Kojima Nobuo (1915–2006)
- Kojima Usui (1873–1948)
- Komaki Ōmi (1894–1978)
- Komao Mako (* 1982)
- Komatsu Sakyō (1931–2011)
- Kometani Fumiko (* 1930)
- Komparu Zempo (1454–1520?)
- Komparu Zenchiku (1405–1468/70/71?)
- Kon Hidemi (1903–1984)
- Kon Tōkō (1898–1977)
- Kondō Keitarō (1920–2002)
- Kondō Yoshimi (1913–2006)
- Kōno Taeko (1926–2015)
- Kōno Tensei (* 1935)
- Kosugi Tengai (1865–1952)
- Kotani Tsuyoshi (1924–1991)
- Kōzaki Mieko (1924–1997)
- Kubo Sakae (1900–1958)
- Kubota Mantarō (1889–1963)
- Kubota Utsubo (1877–1967)
- Kume Masao (1891–1952)
- Kunikida Doppo (1871–1908)
- Kurahara Korehito (1902–1991)
- Kurahara Shinjirō (1899–1965)
- Kurahashi Yumiko (1935–2005)
- Kuramitsu Toshio (1908–1985)
- Kurata Hyakuzō (1891–1943)
- Kuroda Akira (* 1977)
- Kuroda Saburō (1919–1980)
- Kuroi Senji (* 1932)
- Kuroshima Denji (1898–1943)
- Kuroyanagi Tetsuko (* 1933)
- Kurumatani Chōkitsu (1945–2015)
- Kusano Shinpei (1903–1988)
- Kyōgoku Natsuhiko (* 1963)
- Kyōgoku Tamekane (1254–1332)
- Kyokutei Bakin (1767–1848)

## L
- Levy Ian Hideo (* 1950)

## M
- Machida Kō (* 1962)
- Mado Michio (1909–2014)
- Maeda Jun (* 1975)
- Maeda Tōru (1914–1984)
- Maeda Yūgure (1883–1951)
- Maekawa Samio (1903–1990)
- Mafune Yutaka (1902/03–1977)
- Maijō Ōtarō (* 1973)
- Makino Shin’ichi (1896–1936)
- Markino Yoshio (1869–1956)
- Maruya Saiichi (1925–2012)
- Maruyama Kaoru (1899–1974)
- Masamune Hakuchō (1879–1962)
- Masaoka Shiki (1867–1902)
- Masuda Mizuko (* 1948)
- Matsubara Hisako (* 1935)
- Matsumoto Seichō (1909–1992)
- Matsumoto Takashi (1906–1956)
- Matsunaga Enzō (1895–1938)
- Matsunaga Teitoku (1571–1654)
- Matsutani Miyoko (1926–2015)
- Matsuura Hisaki (* 1954)
- Matsuyama Iwao (* 1945)
- Matsuo Bashō (1644–1694)
- Matsuura Rieko (* 1958)
- Medoruma Shun (* 1960)
- Mibu no Tadamine (≈ 860–920)
- Miki Rofū (1889–1964)
- Miki Taku (* 1935)
- Minakami Takitarō (1887–1940)
- Minakami Tsutomu (1919–2004)
- Minakata Kumagusu (1867–1941)
- Minamoto no Michitomo (1171–1227)
- Minamoto no Sanetomo (1192–1219)
- Minamoto no Shitagō (911–983)
- Minamoto no Toshiyori (1055–1129)
- Minamoto no Tsunenobu (1016–1097)
- Minamoto no Yorimasa (1106–1180)
- Mishima Sōsen (1876–1934)
- Mishima Yukio (1925–1970)
- Mita Masahiro (* 1948)
- Mitsuhashi Takajo (1899–1972)
- Ryū Mitsuse (1928–1999)
- Miura Ayako (1922–1999)
- Miura Tetsuo (1931–2010)
- Miya Shūji (1912–1986)
- Miyabe Miyuki (* 1960)
- Miyaguchi Shizue (1904–1994)
- Miyakawa Hiro (* 1923)
- Miyako no Yoshika (834–879)
- Miyamoto Musashi (1584–1645)
- Miyamoto Yuriko (1899–1951)
- Miyamoto Teru (* 1947)
- Miyao Tomiko (1926–2014)
- Miyashita Natsu (* 1967)
- Miyatake Gaikotsu (1867–1955)
- Miyauchi Katsusuke (* 1944)
- Miyazaki Manabu (* 1945)
- Miyazawa Akio (1956–2022)
- Miyazawa Kenji (1896–1933)
- Miyoshi Tatsuji (1900–1964)
- Mizuhara Shūōshi (1892–1981)
- Mizukami Tsutomu (1919–2004)
- Mizuno Ryō (* 1963)
- Mizuno Shunpei (* 1968)
- Mori Mari (1903–1987)
- Mori Ōgai (1862–1922)
- Mori Sumio (1919–2010)
- Mori Tadaaki (* 1948)
- Morimura Seiichi (1933–2023)
- Morioka Hiroyuki (* 1962)
- Morisaki Kazue (* 1927)
- Morita Tama (1894–1970)
- Morita Sōhei (1881–1949)
- Morimoto Kaoru (1912–1946)
- Moriuchi Toshio (* 1936)
- Moriyama Miyako (* 1929)
- Motoori Norinaga (1730–1801)
- Motoya Yukiko (* 1979)
- Mukai Kyorai (1651–1704)
- Mukōda Kuniko (1929–1981)
- Muku Hatojū (1905–1987)
- Munenaga (1311–1385)
- Murakami Haruki (* 1949)
- Murakami Kijō (1865–1938)
- Murakami Ryū (* 1952)
- Murano Shirō (1901–1975)
- Murasaki Shikibu (≈ 973–1025)
- Murata Harumi (1746–1812)
- Murata Kiyoko (* 1945)
- Murata Shūgyo (1889–1967)
- Murayama Kaita (1896–1919)
- Murayama Tomoyoshi (1901–1977)
- Murō Saisei (1889–1962)
- Muroi Mitsuhiro (* 1955)
- Mushanokōji Saneatsu (1885–1976)

## N
- Nagai Kafū (1879–1959)
- Nagai Tatsuo (1904–1990)
- Nagashima Yū (* 1972)
- Nagatsuka Takashi (1879–1915)
- Nagayama Norio (1949–1997)
- Nagayo Yoshirō (1888–1961)
- Naka Kansuke (1885–1965)
- Nakagami Kenji (1946–1992)
- Nakahara Chūya (1907–1937)
- Nakai Hideo (1922–1993)
- Nakajima Atsushi (1909–1942)
- Nakajima Kawatarō (1917–1999)
- Nakajima Ton (1912–1942)
- Nakajima Utako (1844–1903)
- Nakamura Fuminori (* 1977)
- Nakamura Kenkichi (1889–1934)
- Nakamura Kusatao (1901–1983)
- Nakamura Mitsuo (1911–1988)
- Nakamura Shin’ichirō (1918–1997)
- Nakamura Teijo (1900–1988)
- Nakanishi Rei (1938–2020)
- Nakano Shigeharu (1902–1979)
- Nakarai Tōsui (1861–1926)
- Nakatsukasa (921–991)
- Nakayama Bunjūrō (* 1964)
- Nakayama Gishū (1900–1969)
- Nakazato Tsuneko (1909–1987)
- Namiki Gohei I. (1747–1808)
- Namiki Shōzō I. (1730–1773)
- Namiki Sōsuke (1695–1751)
- Naoki Inose (* 1946)
- Naoki Sanjūgo (1891–1934)
- Narushima Ryūhoku (1837–1884)
- Nasu Kinoko (* 1973)
- Natsume Sōseki (1867–1916)
- Niimi Nankichi (1913–1943)
- Nijō Yoshimoto (1320–1388)
- Nijō-in no Sanuki (khoảng 1141 – khoảng 1217)
- Ninomiya Yukiko (* 1955)
- Nishimura Kenta (1967–2022)
- Nishimura Kyōtarō (* 1930)
- Nishiwaki Junzaburō (1894–1982)
- Nishiyama Sōin (1605–1682)
- Niwa Fumio (1904–2005)
- Noda Hideki (* 1955)
- Nogami Yaeko (1885–1985)
- Noguchi Fujio (1911–1993)
- Noguchi Takehiko (* 1937)
- Noguchi Yonejirō (1875–1947)
- Nohara Komakichi (1899–1950)
- Noma Hiroshi (1915–1991)
- Nonagase Masao (1906–1984)
- Nosaka Akiyuki (1930–2015)
- Nukada no Ōkimi (630–690)

## O
- Ō no Yasumaro (?–723)
- Ōba Minako (1930–2007)
- Obi Jūzō (1908–1979)
- Ochiai Naobumi (1861–1903)
- Oda Sakunosuke (1913–1947)
- Oda Makoto (1932–2007)
- Oda Takeo (1900–1979)
- Ōe Kenzaburō (1935–2023)
- Ogawa Kunio (1927–2008)
- Ogawa Mimei (1882–1961)
- Ogawa Yōko (* 1962)
- Ogino Anna (* 1956)
- Ogiwara Noriko (* 1959)
- Ogiwara Seisensui (1884–1976)
- Oguma Hideo (1901–1940)
- Oguri Mushitaro (1901–1946)
- Ōhara Tomie (1912–2000)
- Okada Jun (* 1947)
- Okamatsu Kazuo (1931–2012)
- Okamoto Kanoko (1889–1939)
- Okamoto Kidō (1872–1939)
- Ōkawa Shūmei (1886–1957)
- Ōkouchi Ichirō (* 1968)
- Okuda Hideo (* 1959)
- Okuizumi Hikaru (* 1956)
- Ono no Komachi (825–900)
- Ono no Takamura (802–853)
- Ōno Rinka (1904–1982)
- Onoe Saishū (1876–1957)
- Ōoka Makoto (1931–2017)
- Ōoka Shōhei (1909–1988)
- Origuchi Shinobu (1887–1953)
- Osaki Midori (1896–1971)
- Osaragi Jirō (1897–1973)
- Ōsawa Arimasa (* 1956)
- Oshikawa Shunrō (1876–1914)
- Ōshikōchi no Mitsune (898–922)
- Ōshiro Tatsuhiro (1925–2020)
- Ōta Hirohito (* 1970)
- Ōta Mizuho (1876–1955)
- Ōta Nampo (1749–1823)
- Ōta Yōko (1906–1963)
- Otomo no Kuronushi
- Ōtomo no Tabito (665–731)
- Ōtomo no Yakamochi (718–785)
- Otsu-ichi (* 1978)
- Ozaki Hōsai (1885–1926)
- Ozaki Kazuo (1899–1983)
- Ozaki Kihachi (1892–1974)
- Ozaki Kōyō (1868–1903)
- Ozawa Roan (1723–1801)

## R
- Rai San’yō (1780–1832)
- Haru M. Reischauer (1915–1998)
- Rībi Hideo (* 1950)
- Ri Kaisei (* 1935)
- Rokkasen
- Ryōkan (1758–1831)
- Ryūtei Tanehiko (1783–1842)

## S
- Saegusa Kazuko (1929–2003)
- Saeki Kazumi (* 1959)
- Saeko Himuro (1957–2008)
- Sagisawa Megumu (1968–2004)
- Saigyō (1118–1190)
- Saitō Mokichi (1882–1952)
- Saitō Ryokuu (1867–1904)
- Saitō Sanki (1900–1962)
- Sakagami Hiroshi (1936–2021)
- Sakaguchi Ango (1906–1955)
- Sakai Seiichirō (1905–1993)
- Sakate Yōji (* 1962)
- Saki Ryūzō (1937–2015)
- Sakuraba, Kazuki (* 1971)
- Sakurada Jisuke I. (1734–1806)
- Sakurada Tsunehisa (1897–1980)
- Samukawa Kōtarō (1908–1977)
- Santō Kyōden (1761–1816)
- Sanyūtei Enchō (1839–1900)
- Sarumaru no Taifu (?)
- Sasaki Mitsuzo (1896–1934)
- Sasaki Naojirō (1901–1943)
- Sasaki Nobutsuna (1872–1963)
- Sasaki Toshiro (1900–1933)
- Sasaki Yukitsuna (* 1938)
- Sata Ineko (1904–1998)
- Satō Kennosuke (1891–1967)
- Satō Haruo (1892–1964)
- Satō Satoru (* 1928)
- Satō Yoshimi (1905–1968)
- Satomi Ton (1888–1983)
- Sawaki Kin’ichi (1919–2001)
- Sei Shōnagon (khoảng 966 – khoảng 1025)
- Seirai Yūichi (* 1958)
- Sekiguchi Ryōko (* 1970)
- Senda Kakō (1924–2000)
- Senge Motomaro (1888–1948)
- Serizawa Kōjirō (1896–1993)
- Setouchi Jakuchō (* 1922)
- Shiba Kōkan (1747–1818)
- Shiba Ryōtarō (1923–1996)
- Shiba Zenkō (1750–1793)
- Shibaki Yoshiko (1914–1991)
- Shibasaki Tomoka (* 1973)
- Shibata Shō (* 1935)
- Shibata Toyo (1911–2013)
- Shibusawa Tatsuhiko (1928–1987)
- Shiga Mitsuko (1885–1976)
- Shiga Naoya (1883–1971)
- Shiina Rinzō (1911–1973)
- Shikano Buzaemon (1649–1699)
- Shikitei Sanba (1776–1822)
- Shimamura Hōgetsu (1871–1918)
- Shimamura Toshimasa (1912–1981)
- Shimao Toshio (1917–1986)
- Shimazaki Aki (* 1954)
- Shimazaki Tōson (1872–1943)
- Shimizu Motoyoshi (1918–2008)
- Shimada Masahiko (* 1961)
- Shimaki Kensaku (1903–1945)
- Shimizu Yoshinori (* 1947)
- Shimura Fukumi (* 1924)
- Shin’ichi Hoshi (1926–1997)
- Shinjō Kazuma
- Shinkawa Kazue (* 1929)
- Shinkei (1406–1475)
- Shion Sono (* 1961)
- Shiono Nanami (* 1937)
- Shiraiwa Gen (* 1983)
- Shiroyama Saburō (1927–2007)
- Shishi Bunroku (1893–1969)
- Shizu Shiraki (1895–1918)
- Shōhaku (1443–1527)
- Shōno Eiji (1915–1993)
- Shōno Junzō (1921–2009)
- Shōno Yoriko (* 1956)
- Shōtetsu (1381–1459)
- Sōchō (1448–1532)
- Sone no Yoshitada (khoảng 920 – sau 1000)
- Sono Ayako (* 1931)
- Sosei (850–909?)
- Suematsu Kenchō (1855–1920)
- Sugimori Hisahide (1912–1997)
- Sugimoto Etsu Inagaki (1873–1950)
- Sugita Hisajo (1890–1946)
- Sugiura Mimpei (1913–2001)
- Sugawara no Michizane (845–903)
- Sugawara no Takasue no Musume (1008–1057, hoặc sau 1067)
- Sugimoto Sonoko (1925–2017)
- Sumii Sue (1902–1997)
- Susukida Kyūkin (1877–1945)
- Suwa Tetsushi (* 1969)
- Suzuki Kōji (* 1957)
- Suzuki Miekichi (1882–1936)
- Suzuki Shirōyasu (* 1935)
- Suzumoto Yūichi (* 1969)

## T
- Tachibana Akemi (1812–1868)
- Tachihara Masaaki (1926–1980)
- Tachihara Michizō (1914–1939)
- Tada Yūkei (1912–1980)
- Takada Toshiko (1914–1989)
- Takadono Hōko (* 1955)
- Takagi Nobuko (* 1946)
- Takagi Taku (1907–1974)
- Takahama Kyoshi (1874–1959)
- Takahashi Genichirō (* 1951)
- Takahashi Kiichirō (1928–2007)
- Takahashi Michitsuna (1948–2021)
- Takahashi Mutsuo (* 1937)
- Takahashi Osamu (1929–2015)
- Takahashi Shinkichi (1901–1987)
- Takahashi Takako (1932–2013)
- Takai Yūichi (1932–2016)
- Takami Jun (1907–1965)
- Takamura Chieko (1886–1938)
- Takamura Kōtarō (1883–1956)
- Takano Kazuaki (* 1964)
- Takano Sujū (1893–1976)
- Takarai Kikaku (1661–1707)
- Takashi Yoshiichi (* 1928)
- Takayama Chogyū (1871–1902)
- Takayanagi Shigenobu (1923–1983)
- Takebe Ayatari (1719–1774)
- Takechi no Kurohito (thế kỷ thứ 7)
- Takeda Izumo I. (?–1747)
- Takeda Rintarō (1904–1946)
- Takeda Taijun (1912–1976)
- Takemiya Yuyuko (* 1978)
- Takenishi Hiroko (* 1929)
- Takeshita Shizunojo (1887–1951)
- Takeyama Michio (1903–1984)
- Takiguchi Shūzō (1903–1979)
- Tamenaga Shunsui (1790–1844)
- Tamura Ryūichi (1923–1998)
- Tamura Taijirō (1911–1983)
- Tamura Toshiko (1884–1945)
- Tanabe Seiko (1928–2019)
- Tanaka Chikao (1905–1995)
- Tanaka Hidemitsu (1913–1949)
- Tanaka Komimasa (1925–2000)
- Tanaka Shin’ya (* 1972)
- Tanaka Yasuo (* 1956)
- Tanaka Yoshiki (* 1952)
- Taneda Santōka (1882–1940)
- Tanemura Naoki (* 1936)
- Tani Bunchō (1763–1841)
- Tanigawa Nagaru (* 1970)
- Tanikawa Shuntarō (* 1931)
- Tanizaki Jun’ichirō (1886–1965)
- Tawada Yōko (* 1960)
- Tawara Machi (* 1962)
- Tayama Katai (1872–1930)
- Tejima Keizaburō (* 1935)
- Terayama Shūji (1935–1983)
- Toda Mosui (1629–1706)
- Togawa Masako (1931–2016)
- Tōge Sankichi (1917–1953)
- Toi Jūgatsu (* 1948)
- Toki Zenmaro (1885–1980)
- Tokuda Shūsei (1872–1943)
- Tokugawa Munetake (1715–1771)
- Tokunaga Sunao (1899–1958)
- Tokutomi Roka (1868–1927)
- Tominaga Tarō (1901–1925)
- Tomioka Makoto (1897–1926)
- Tomioka Taeko (1935–2023)
- Tomisawa Uio (1902–1970)
- Tomita Michio (* 1952)
- Ton’a (1289–1372)
- Tōnobe Kaoru (1902–1962)
- Tonomura Shigeru (1902–1961)
- Torahiko Terada (1878–1935)
- Tsuboi Sakae (1900–1967)
- Tsuboi Shigeji (1898–1975)
- Tsubota Jōji (1890–1982)
- Tsubouchi Shōyō (1859–1935)
- Tsuchiya Bunmei (1890–1990)
- Tsuga Teishō (1718–1794)
- Tsugi Takano (1890–1943)
- Tsuji Hitonari (* 1959)
- Tsuji Jun (1884–1944)
- Tsuji Kunio (1925–1999)
- Tsuji Masaki (* 1932)
- Tsuji Ryōichi (1914–2013)
- Tsujihara Noboru (* 1945)
- Tsujii Takashi (* 1927)
- Tsujimura Mitsuki (* 1980)
- Tsumura Kikuko (* 1978)
- Tsumura Setsuko (* 1928)
- Tsuruya Namboku IV. (1755–1829)
- Tsuruta Tomoya (1902–1988)
- Tsushima Yūko (1947–2016)
- Tsutsui Yasutaka (* 1934)

## U
- Uchida Hyakken (1889–1971)
- Uchida Roan (1868–1929)
- Ueda Akinari (1734–1809)
- Ueda Bin (1874–1916)
- Ueda Miyoji (1923–1989)
- Uejima Onitsura (1661–1738)
- Uematsu Masato (* 1962)
- Uenishi Haruji (1925–2010)
- Umezaki Haruo (1915–1965)
- Uno Chiyo (1897–1996)
- Uno Kōichirō (* 1934)
- Uno Kōji (1891–1961)
- Usui Yoshimi (1905–1987)

## W
- Wada Yoshie (1906–1977)
- Wakamatsu Shizuko (1864–1896)
- Wakayama Bokusui (1885–1928)
- Watanabe Jun’ichi (1933–2014)
- Watanabe On (1902–1930)
- Wataya Risa (* 1984)

## Y
- Yadama Shirō (* 1944)
- Yagi Yoshinori (1911–1999)
- Yagi Jūkichi (1898–1927)
- Yamabe no Akahito (700–736)
- Yamada Bimyō (1868–1910)
- Yamada Eimi (* 1959)
- Yamada Fūtarō (1922–2001)
- Yamada Taichi (* 1934)
- Yamaguchi Hitomi (1923–1995)
- Yamaguchi Seishi (1901–1994)
- Yamaguchi Seison (1892–1988)
- Yamakawa Tomiko (1879–1909)
- Yamamoto Fumio (1962–2021)
- Yamamoto Kakuma (1828–1892)
- Yamamoto Kazuo (1907–1996)
- Yamamoto Michiko (* 1936)
- Yamamoto Shūgorō (1903–1967) (còn gọi Shimizu Satomu)
- Yamamoto Yūzō (1887–1974)
- Yamamura Bochō (1884–1924)
- Yamamuro Shizuka (1906–2000)
- Yamanaka Sadao (1909–1938)
- Yamanokuchi Baku (1903–1963)
- Yamanoue no Okura (660–733)
- Yamaoka Sōhachi (1907–1978)
- Yamasaki Toyoko (1924–2013)
- Yamashiro Tomoe (1912–2004)
- Yamashita Haruo (* 1937)
- Yamazaki Hōdai (1914–1985)
- Yamazaki Sōkan (1465–1553)
- Yanagawa Seigan (1789–1858)
- Yang Seok-il (* 1936)
- Yang Yi (* 1964)
- Yasuoka Shōtarō (1920–2013)
- Yasutaka Tsutsui (* 1934)
- Yazaki Setsuo (* 1947)
- Yokoi Yayū (1702–1783)
- Yokomitsu Riichi (1898–1947)
- Yonehara Mari (1950–2006)
- Yosa Buson (1716–1784)
- Yosano Akiko (1878–1942)
- Yosano Tekkan (1873–1935)
- Yoshida Ken’ichi (1912–1977)
- Yoshida Kenkō (khoảng 1283 – khoảng 1350)
- Yoshida Mitsuru (1923–1979)
- Yoshida Shūichi (* 1968)
- Yoshida Tomoko (* 1934)
- Yoshii Isamu (1886–1960)
- Yoshikawa Eiji (1892–1962)
- Yoshimasu Gōzō (* 1939)
- Yoshimine no Munesada (816–890)
- Yoshimoto Banana (* 1964)
- Yoshimoto Takaaki (1924–2012)
- Yoshimura Akira (1927–2006)
- Yoshino Hideo (1902–1967)
- Yoshiyuki Eisuke (1906–1940)
- Yoshiyuki Junnosuke (1924–1994)
- Yoshiyuki Rie (1939–2006)
- Yōzei (869–949)
- Yū Miri (* 1968)
- Yūichi Shinpo (* 1961)
- Yuki Shigeko (1900–1969)

## Z
- Zeami Motokiyo (1363–1443)[1][2][3]

## Xem Thêm
- Sáu nhà thơ Waka hay nhất
- Ba mươi sáu ca tiên
- Danh sách các nhà thơ trong Ogura Hyakunin Isshu
- Văn học Nhật Bản